# Arcediano
Arcediano – gmina w Hiszpanii, w prowincji Salamanka, w Kastylii i León, o powierzchni 11,48 km². W 2011 roku gmina liczyła 107 mieszkańców.